# Musée d'Art, Architecture et Technologie
 (octobre 2019).
Le musée d'art, d'architecture et de technologie (portugais : Museu de Arte, Arquitetura e Tecnologia) (MAAT) est un musée de Lisbonne, au Portugal. 
MAAT est le nouveau projet culturel de la ville de Lisbonne qui se concentre sur trois domaines: l’art, l’architecture et la technologie. Le musée est situé sur le Tage (Rio Tejo), à l'ouest du centre-ville. Il établit un lien entre le nouveau bâtiment et la centrale électrique de Tejo, l'un des exemples d'architectures industrielles les plus importants du Portugal de la première moitié du XXe siècle et l'un des musées les plus visités du pays.  
L'ambition de MAAT est de présenter des expositions nationales et internationales d'artistes contemporains, d'architectes et de penseurs. Le programme comprend également diverses perspectives de conservation de la collection d'art de la fondation EDP, qui reflètent les sujets et les tendances actuels. 
Le musée est conçu par le cabinet Amanda Levete Architects.

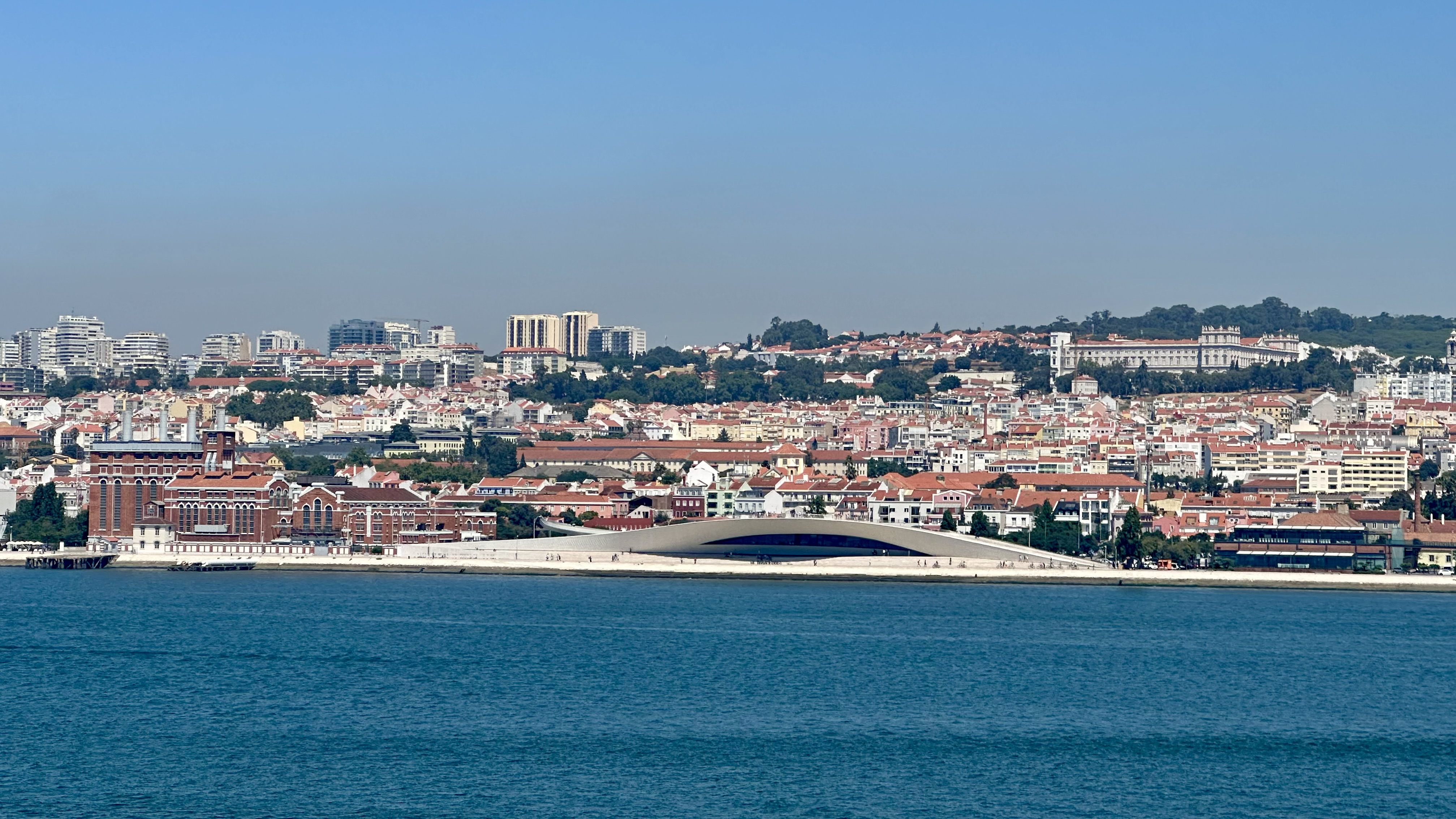
Le musée a été édifié sur les rives du Tage.

## Histoire
Le programme de MAAT a débuté le 30 juin 2016 avec quatre expositions organisées dans des espaces rénovés du bâtiment de la centrale électrique de Tejo. Le 5 octobre de la même année, le nouveau bâtiment a ouvert ses portes au public avec une œuvre de grande envergure de l'artiste français Dominique Gonzalez-Foerster, créée spécialement pour cet espace.
Ce projet s'adresse à tous les publics, de tous les âges, et propose un programme éducatif d'activités multidisciplinaires sur l'art, l'architecture et la technologie, autant d'initiatives qui encouragent la pensée créative et les nouvelles méthodes d'acquisition et de développement du savoir. 
Le musée a accueilli le "tapis bleu" de l'Eurovision, où tous les candidats et leurs délégations sont présentés devant la presse, les fans et le public, le 6 mai 2018. La cérémonie d'ouverture officielle du concours 2018 a eu lieu au musée de l'électricité à proximité. 